# Coleophora demaculella
Coleophora demaculella é uma espécie de mariposa do gênero Coleophora pertencente à família Coleophoridae.